# Guido Corbelli
Guido Corbelli (Sassuolo, 16 marzo 1913 – 30 novembre 1994) è stato un calciatore e allenatore di calcio italiano, di ruolo ala.

## Caratteristiche tecniche
Era un attaccante utilizzato come ala o mezzala destra.

## Carriera

### Giocatore

#### Club
Crebbe in società emiliane delle serie minori fino al passaggio all'Anconitana, con la quale restò per cinque anni e raggiunse la Serie B. Nella stagione della promozione realizzò 17 gol, venendo poi acquistato dal Venezia, con cui raggiunse la promozione e l'anno successivo debuttò in Serie A.
Nell'estate 1940 lo acquistò l'Atalanta che gli permise di disputare due stagioni nel massimo campionato. Passò quindi al Milan, e nel torneo di guerra giocò nel Parma e poi nel Cesena, mentre nell'immediato dopoguerra tornò in Serie A con il Venezia, concludendo la carriera con il Cosenza.

#### Nazionale
Esordì in Nazionale maggiore in Italia-Svizzera (1-1) del 3 marzo 1940 (sua unica presenza) in cui segnò il gol degli azzurri.

### Allenatore
Allenò la Mestrina nel campionato di Serie C 1955-1956.

## Statistiche

### Cronologia presenze e reti in Nazionale
| Cronologia completa delle presenze e delle reti in nazionale ― Italia | Cronologia completa delle presenze e delle reti in nazionale ― Italia | Cronologia completa delle presenze e delle reti in nazionale ― Italia | Cronologia completa delle presenze e delle reti in nazionale ― Italia | Cronologia completa delle presenze e delle reti in nazionale ― Italia | Cronologia completa delle presenze e delle reti in nazionale ― Italia | Cronologia completa delle presenze e delle reti in nazionale ― Italia | Cronologia completa delle presenze e delle reti in nazionale ― Italia |
| Data                                                                  | Città                                                                 | In casa                                                               | Risultato                                                             | Ospiti                                                                | Competizione                                                          | Reti                                                                  | Note                                                                  |
| --------------------------------------------------------------------- | --------------------------------------------------------------------- | --------------------------------------------------------------------- | --------------------------------------------------------------------- | --------------------------------------------------------------------- | --------------------------------------------------------------------- | --------------------------------------------------------------------- | --------------------------------------------------------------------- |
| 3-3-1940                                                              | Torino                                                                | Italia                                                                | 1 – 1                                                                 | Svizzera                                                              | Amichevole                                                            | 1                                                                     |                                                                       |
| Totale                                                                |                                                                       | Presenze                                                              | 1                                                                     |                                                                       | Reti                                                                  | 1                                                                     |                                                                       |

## Palmarès

### Giocatore

#### Competizioni nazionali
- Serie C: 1

Anconitana Bianchi: 1936-1937